# Metrioptera saussuriana
Espèce
Metrioptera saussuriana, la decticelle des alpages, est une sauterelle de la famille des Tettigoniidae.

## Synonymes
- Metrioptera noui Saulcy, 1872
- Platycleis noui Saulcy, 1887
- Platycleis saussuriana Frey-Gessner, 1872

## Distribution
France (régions de montagne : Pyrénées, Massif central, Alpes, Jura, Vosges ; aussi en Champagne, Bretagne et Normandie), Suisse.
C'est une espèce très nettement thermophobe et hygrophile rencontrée, parfois, avec d'autres orthoptères de même préférence climatique comme le criquet verdelet, le criquet ensanglanté
decticelle des bruyères.

## Espèces proches
La decticelle des alpages ressemble beaucoup à la decticelle bariolée et à la decticelle des bruyères : les détails à observer, accompagnés de photos dans cet ouvrage, sont indispensables pour une identification correcte.